# Fracción molar
En química, la fracción molar (xi o χi) se define como la unidad de la cantidad de un constituyente (expresada en moles), ni, dividida por la cantidad total de todos los constituyentes en una mezcla (también expresada en moles), ntot. Esta expresión se da a continuación:
{\displaystyle x_{i}={\frac {n_{i}}{n_{\mathrm {tot} }}}}
La suma de todas las fracciones molares es igual a 1:
{\displaystyle \sum _{i=1}^{N}n_{i}=n_{\mathrm {tot} };\ \sum _{i=1}^{N}x_{i}=1.}
El mismo concepto expresado con un denominador de 100 es el porcentaje molar, porcentaje molar o proporción molar (%mol).
La fracción molar también se llama fracción de cantidad. Es idéntica a la fracción numérica, que se define como el número de moléculas de un componente Ni dividido por el número total de todas las moléculas N tot. La fracción molar a veces se denota con la letra griega minúscula χ (chi) en lugar de una x romana. Para mezclas de gases, la IUPAC recomienda la letra y.
El Instituto Nacional de Estándares y Tecnología de los Estados Unidos usa el término fracción de cantidad de sustancia sobre fracción molar porque no contiene el nombre de mol.
La fracción molar es una relación de moles a moles y la concentración molar es un cociente de moles a volumen.
La fracción molar expresa la composición de una mezcla con una cantidad adimensional; la fracción de masa (porcentaje en peso, % en peso) y la fracción en volumen (porcentaje en volumen, % en volumen) son otras.

## Propiedades
La fracción molar se usa con mucha frecuencia en la construcción de diagramas de fase. Tiene una serie de ventajas:
- No depende de la temperatura (al igual que la concentración molar) y no requiere conocimiento de las densidades de las fases involucradas
- Se puede preparar una mezcla de fracción molar conocida pesando las masas apropiadas de los constituyentes
- La medida es simétrica: en las fracciones molares x = 0.1 y x = 0.9, los papeles de 'disolvente' y 'soluto' se invierten.
- En una mezcla de gases ideales, la fracción molar se puede expresar como la relación entre la presión parcial y la presión total de la mezcla.
- En una mezcla ternaria, se pueden expresar las fracciones molares de un componente como funciones de la fracción molar de otros componentes y las relaciones molares binarias:
{\displaystyle {\begin{aligned}x_{1}&={\frac {1-x_{2}}{1+{\frac {x_{3}}{x_{1}}}}}\\[2pt]x_{3}&={\frac {1-x_{2}}{1+{\frac {x_{1}}{x_{3}}}}}\end{aligned}}}

Los cocientes diferenciales se pueden formar en proporciones constantes
{\displaystyle \left({\frac {\partial x_{1}}{\partial x_{2}}}\right)_{\frac {x_{1}}{x_{3}}}=-{\frac {x_{1}}{1-x_{2}}}}
o
{\displaystyle \left({\frac {\partial x_{3}}{\partial x_{2}}}\right)_{\frac {x_{1}}{x_{3}}}=-{\frac {x_{3}}{1-x_{2}}}}
Las relaciones X, Y y Z de las fracciones molares se pueden escribir para sistemas ternarios y multicomponentes:
{\displaystyle {\begin{aligned}X&={\frac {x_{3}}{x_{1}+x_{3}}}\\[2pt]Y&={\frac {x_{3}}{x_{2}+x_{3}}}\\[2pt]Z&={\frac {x_{2}}{x_{1}+x_{2}}}\end{aligned}}}
Estos se pueden usar para resolver PDE como:
{\displaystyle \left({\frac {\partial \mu _{2}}{\partial n_{1}}}\right)_{n_{2},n_{3}}=\left({\frac {\partial \mu _{1}}{\partial n_{2}}}\right)_{n_{1},n_{3}}}
o
{\displaystyle \left({\frac {\partial \mu _{2}}{\partial n_{1}}}\right)_{n_{2},n_{3},n_{4},\ldots ,n_{i}}=\left({\frac {\partial \mu _{1}}{\partial n_{2}}}\right)_{n_{1},n_{3},n_{4},\ldots ,n_{i}}}
Esta igualdad se puede reorganizar para tener un cociente diferencial de cantidades molares o fracciones en un lado.
{\displaystyle \left({\frac {\partial \mu _{2}}{\partial \mu _{1}}}\right)_{n_{2},n_{3}}=-\left({\frac {\partial n_{1}}{\partial n_{2}}}\right)_{\mu _{1},n_{3}}=-\left({\frac {\partial x_{1}}{\partial x_{2}}}\right)_{\mu _{1},n_{3}}}
o
{\displaystyle \left({\frac {\partial \mu _{2}}{\partial \mu _{1}}}\right)_{n_{2},n_{3},n_{4},\ldots ,n_{i}}=-\left({\frac {\partial n_{1}}{\partial n_{2}}}\right)_{\mu _{1},n_{2},n_{4},\ldots ,n_{i}}}
Las cantidades molares se pueden eliminar formando proporciones:
{\displaystyle \left({\frac {\partial n_{1}}{\partial n_{2}}}\right)_{n_{3}}=\left({\frac {\partial {\frac {n_{1}}{n_{3}}}}{\partial {\frac {n_{2}}{n_{3}}}}}\right)_{n_{3}}=\left({\frac {\partial {\frac {x_{1}}{x_{3}}}}{\partial {\frac {x_{2}}{x_{3}}}}}\right)_{n_{3}}}
Así, la relación de potenciales químicos se convierte en:
{\displaystyle \left({\frac {\partial \mu _{2}}{\partial \mu _{1}}}\right)_{\frac {n_{2}}{n_{3}}}=-\left({\frac {\partial {\frac {x_{1}}{x_{3}}}}{\partial {\frac {x_{2}}{x_{3}}}}}\right)_{\mu _{1}}}
La relación para el sistema de componentes múltiples se convierte en
{\displaystyle \left({\frac {\partial \mu _{2}}{\partial \mu _{1}}}\right)_{{\frac {n_{2}}{n_{3}}},{\frac {n_{3}}{n_{4}}},\ldots ,{\frac {n_{i-1}}{n_{i}}}}=-\left({\frac {\partial {\frac {x_{1}}{x_{3}}}}{\partial {\frac {x_{2}}{x_{3}}}}}\right)_{\mu _{1},{\frac {n_{3}}{n_{4}}},\ldots ,{\frac {n_{i-1}}{n_{i}}}}}

## Cantidades relacionadas

### Fracción de masa
La fracción de masa wi se puede calcular usando la fórmula
{\displaystyle w_{i}=x_{i}{\frac {M_{i}}{\bar {M}}}=x_{i}{\frac {M_{i}}{\sum _{j}x_{j}M_{j}}}}
donde Mi es la masa molar del componente i y M̄ es la masa molar promedio de la mezcla.

### Relación de mezcla molar
La mezcla de dos componentes puros se puede expresar introduciendo la cantidad o relación molar de mezcla de los mismos {\displaystyle r_{n}={\frac {n_{2}}{n_{1}}}}. Entonces las fracciones molares de los componentes serán:
{\displaystyle {\begin{aligned}x_{1}&={\frac {1}{1+r_{n}}}\\[2pt]x_{2}&={\frac {r_{n}}{1+r_{n}}}\end{aligned}}}
La relación de cantidad es igual a la relación de las fracciones molares:
{\displaystyle {\frac {n_{2}}{n_{1}}}={\frac {x_{2}}{x_{1}}}}
debido a la división del numerador y el denominador por la suma de las cantidades molares de los componentes. Esta propiedad tiene consecuencias para las representaciones de diagramas de fase utilizando, por ejemplo, gráficos ternarios.

#### Mezclar mezclas binarias con un componente común para formar mezclas ternarias
En mezclas binarias con un componente común da una mezcla ternaria con ciertas proporciones de mezcla entre los tres componentes. Las proporciones de mezcla del ternario y las fracciones molares correspondientes de la mezcla ternaria x1(123), x2(123), x3(123) se pueden expresar como una función de varias proporciones de mezcla involucradas, las proporciones de mezcla entre los componentes de las mezclas binarias y la relación de mezcla de las mezclas binarias para formar el ternario.
{\displaystyle x_{1(123)}={\frac {n_{(12)}x_{1(12)}+n_{13}x_{1(13)}}{n_{(12)}+n_{(13)}}}}

### Porcentaje molar
Al multiplicar la fracción molar por 100 se obtiene el porcentaje molar, también denominado cantidad/porcentaje de cantidad [abreviado como (n/n)% o mol %].

### Concentración de masa
La conversión hacia y desde la concentración de masa ρi viene dada por:
{\displaystyle {\begin{aligned}x_{i}&={\frac {\rho _{i}}{\rho }}{\frac {\bar {M}}{M_{i}}}\\[3pt]\Leftrightarrow \rho _{i}&=x_{i}\rho {\frac {M_{i}}{\bar {M}}}\end{aligned}}}
donde M̄ es la masa molar promedio de la mezcla.

### Concentración molar
La conversión a concentración molar ci viene dada por:
{\displaystyle {\begin{aligned}c_{i}&=x_{i}c\\[3pt]&={\frac {x_{i}\rho }{\bar {M}}}={\frac {x_{i}\rho }{\sum _{j}x_{j}M_{j}}}\end{aligned}}}
donde M̄ es la masa molar promedio de la solución, c es la concentración molar total y ρ es la densidad de la solución.

### Masa y masa molar
La fracción molar se puede calcular a partir de las masas m i y las masas molares Mi de los componentes:
{\displaystyle x_{i}={\frac {\frac {m_{i}}{M_{i}}}{\sum _{j}{\frac {m_{j}}{M_{j}}}}}}

## Variación espacial y gradiente
En una mezcla espacialmente no uniforme, el gradiente de fracción molar desencadena el fenómeno de difusión.